# Cobanus
Cobanus is een geslacht van spinnen uit de familie springspinnen (Salticidae).

## Soorten
De volgende soorten zijn bij het geslacht ingedeeld:
- Cobanus beebei Petrunkevitch, 1914
- Cobanus bifurcatus Chickering, 1946
- Cobanus cambridgei (Bryant) (Bryant, 1943)
  - Cobanus cambridgei Chickering, 1946
- Cobanus electus Chickering, 1946
- Cobanus erythrocras Chamberlin & Ivie, 1936
- Cobanus extensus (Peckham & Peckham, 1896)
- Cobanus flavens (Peckham & Peckham, 1896)
- Cobanus guianensis (Caporiacco, 1947)
- Cobanus incurvus Chickering, 1946
- Cobanus mandibularis (Peckham & Peckham, 1896)
- Cobanus obscurus Chickering, 1946
- Cobanus perditus (Banks, 1898)
- Cobanus scintillans Crane, 1943
- Cobanus seclusus Chickering, 1946
- Cobanus subfuscus F. O. P.-Cambridge, 1900
- Cobanus unicolor F. O. P.-Cambridge, 1900